# Шабли (вино)

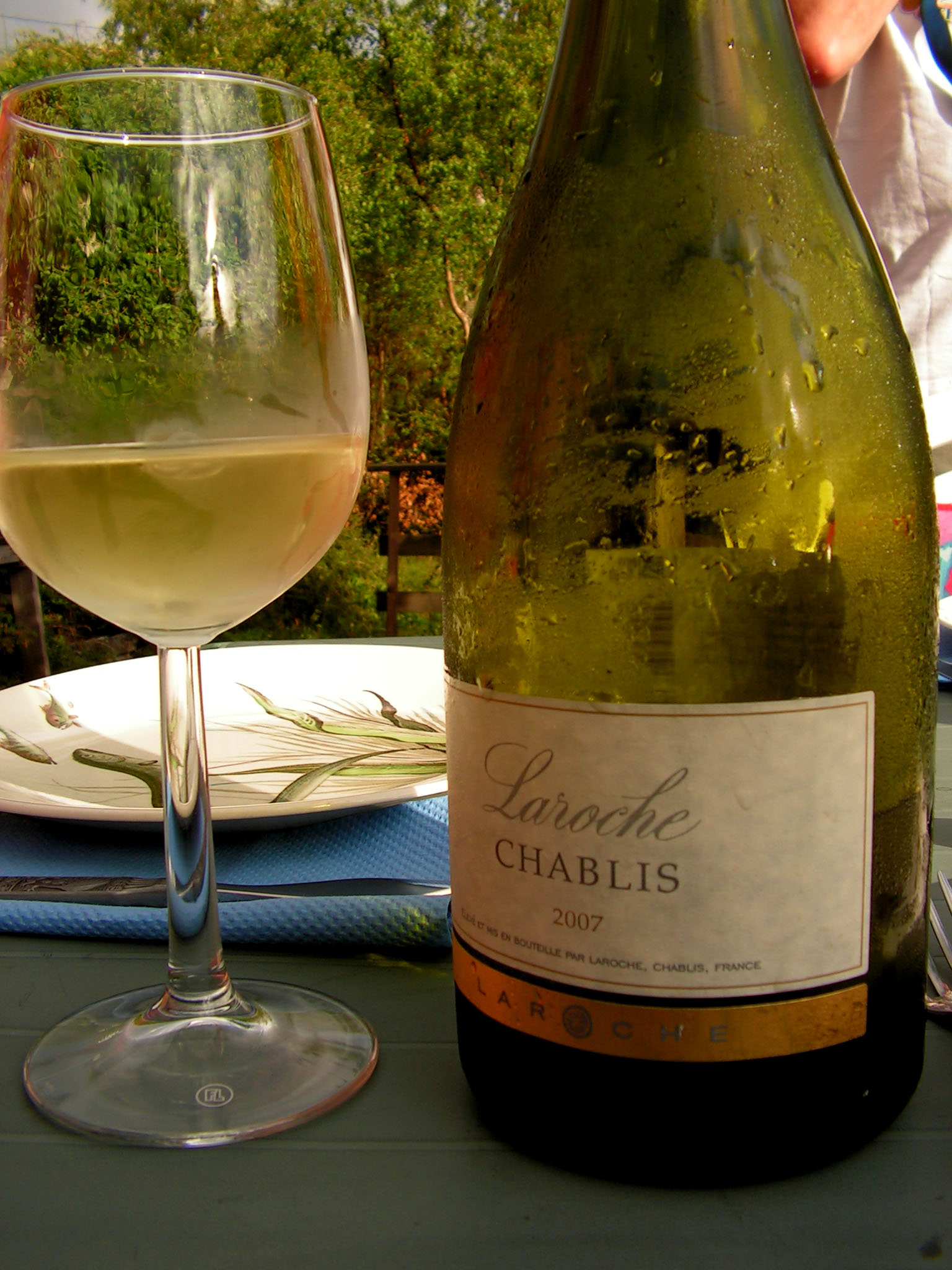
Бутылка и бокал шабли

Шабли́ (фр. Chablis) — белое сухое вино, вырабатываемое в одноимённом регионе Центральной Франции (северная Бургундия), расположенном в районе одноимённого города. Важной характеристикой региона Шабли является практически полное доминирование сорта винограда шардоне (собственно, для приготовления вина шабли используется исключительно шардоне).
Такие факторы, как прохладный климат региона, находящегося на северной границе зоны промышленного виноградарства, а также известковые почвы обусловливают повышенную кислотность и сравнительно низкое количество фруктовых ноток в шабли (по сравнению с винами из шардоне, выращиваемого в более тёплой местности). Цвет шабли обычно бледно-жёлтый с лёгким зеленоватым оттенком. По мнению винных дегустаторов, шабли отличает свежесть, лёгкость, цельный вкус и богатство букета; этот вид вина отлично подходит для выдержки. Сомелье рекомендуют шабли как отличную пару для морепродуктов (особенно устриц), рыбы под сливочным соусом, фуа-гра, тушёного кролика и птицы.

## История
Первые виноградники региона были заложены ещё древними римлянами. Большего расцвета виноградарство достигло в Бургундии в средние века, большей частью силами монашеских орденов. Считается, что первые лозы шардоне в районе Шабли были высажены в XII веке монахами-цистерцианцами из аббатства Понтиньи. В дальнейшем производство белых вин в регионе стремительно росло, площади, занятые под виноград в Шабли, к началу XIX века составляли около 40 тыс. га.
Настоящий удар, от которого регион не оправился до сих пор, нанесло нашествие филлоксеры в конце XIX века. Площади виноградников сократились в десятки раз (так, в 1950-х годах они составляли всего около 500 га).
В 1938 году регион получил статус «контролируемого наименования по происхождению» (АОС), при этом зона AOC была ограничена всего одним геологическим ярусом (киммерийским пластом верхней юры, достигающим в толщину 80 м). В 1978 году границы ряда зон наименования были уточнены. Постоянный рост интереса к шабли по всему миру и совершенствование агротехники позволили увеличить площадь виноградников региона до 4000 га в 2004 году.

## Классификация
Продукция региона подразделяется в соответствии с принятой в Бургундии классификацией на четыре категории (при этом общее наименование «Шабли» применяется ко всем категориям вин): Пти Шабли (фр.), Шабли (фр.), Шабли Премьер Крю (фр.) и Шабли Гран Крю (фр., высшая категория). Исторически всё это было просто Шабли, но в 1919 был выделен (Chablis-grand-cru), высшая категория), в 1938 году был определён аппелласьон (Premiers cru), к которым впоследствии присоединили в 1944 году прилегающие к Шабли земли — окраины — получили право называться Petit-chablis («младший Шабли»).
Шабли Гран Крю производится только на семи участках: Бланшо, Бугро, Ле-Кло, Прёз, Гренуй, Вальмюр и Водезир. Иногда указывают участок «Мутон», однако он не является отдельным участком, а располагается частично на участке Прёз, частично — на Водезир.

## В литературе
Вино шабли пользовалось популярностью в дореволюционной России. Пушкин шутя советовал своему другу Соболевскому: «Поднесут тебе форели! — Тотчас их варить вели, Как увидишь: посинели, — Влей в уху стакан шабли». К любителям «классического шабли» относит себя Стива Облонский в «Анне Карениной».
Михаил Кузмин начал одно из своих самых знаменитых стихотворений строчками: «Где слог найду, чтоб описать прогулку, Шабли во льду, поджаренную булку И вишен спелых сладостный агат?» В «Кубке метелей» в связи с Кузминым упомянуты «безутешные сверкания закатных шабли, будто в ресторане „Вена“».
Игорь Северянин претенциозно воспевал «с икрою паюсною рябчик, кувшин шабли и стерлядь из Шексны».
На американском рынке преобладает шабли из Калифорнии. Пётр Вайль в эссе о Т. Уильямсе описывает «устричный рай» в Новом Орлеане, где устрицы запивали «калифорнийским шабли». О калифорнийском шабли пишет и Джон Апдайк в «Иствикских ведьмах». Отрицательно отзывается о калифорнийском шабли герой автобиографического романа «Это я, Эдичка» Эдуарда Лимонова. 
Также шабли упоминается в книге «Голова профессора Доуэля», когда Брике жалуется на свой «больничный обед».

## В искусстве
Павел Кашин, песня «Барышня»:
Я обеспечу вам Ваше парение
Тайными клятвами
И увереньями,
Солнце и ветер
В бокале сухого «Шабли».